# Stenorhynchus seticornis
El cangrejo flecha (Stenorhynchus seticornis), también conocido como cangrejo de línea amarilla o cangrejo araña, es una especie de crustáceo decápodo de la familia Inachidae.

## Descripción
Tiene un característico largo rostro espinoso y unas largas, y muy finas, patas. El apéndice nasal lo utiliza como arpón para atrapar presas. El caparazón y las patas son de color marrón rojizo, y las pinzas de un gris violáceo. Sus articulaciones son de color rojo vivo, con líneas marrones o negras. Sus antenas sensoriales son mucho más pequeñas que las de las langostas o gambas. Todo su cuerpo está recubierto de un exoesqueleto o cutícula fuertemente calcificado, que le brinda protección. Su sistema nervioso es muy compacto y centralizado, si lo comparamos con la mayoría de artrópodos. Los órganos reproductores están, en ambos sexos, en la parte ventral del caparazón. La especie tiene quelas que utiliza para atrapar presas, provocar a los rivales y atraer pareja.
Es una especie muy pequeña, su caparazón raramente supera 1 cm de tamaño, y el tamaño total del cuerpo alcanza unos 6 cm.

## Distribución y hábitat
Habita en arrecifes y sobre rocas. Camuflados en especies de anémonas, corales duros y blandos, o esponjas. Su rango de profundidad es de 9 a 180 m, y el rango de temperatura entre 18.85 y 27.70 °C.
Se distribuye en el océano Atlántico occidental, desde Carolina del Norte y las Bermudas hasta Brasil, siendo común en Florida y el mar Caribe. Vive en arrecifes de coral a profundidades de 10 a 30 pies.

## Alimentación
Se alimenta de pequeños crustáceos y otros invertebrados como gusanos poliquetos.

## Reproducción
Como en la mayoría de braquiuros, la luz y la temperatura son los principales factores medioambientales que determinan la actividad reproductiva, no obstante, en su caso no está sujeto a periodos determinados y se produce en cualquier época del año. El ciclo de vida comienza con una fase larval planctónica. Según madura la larva, tiene una serie de mudas que le permiten crecer y finalizar el proceso de maduración.

## Relaciones simbióticas

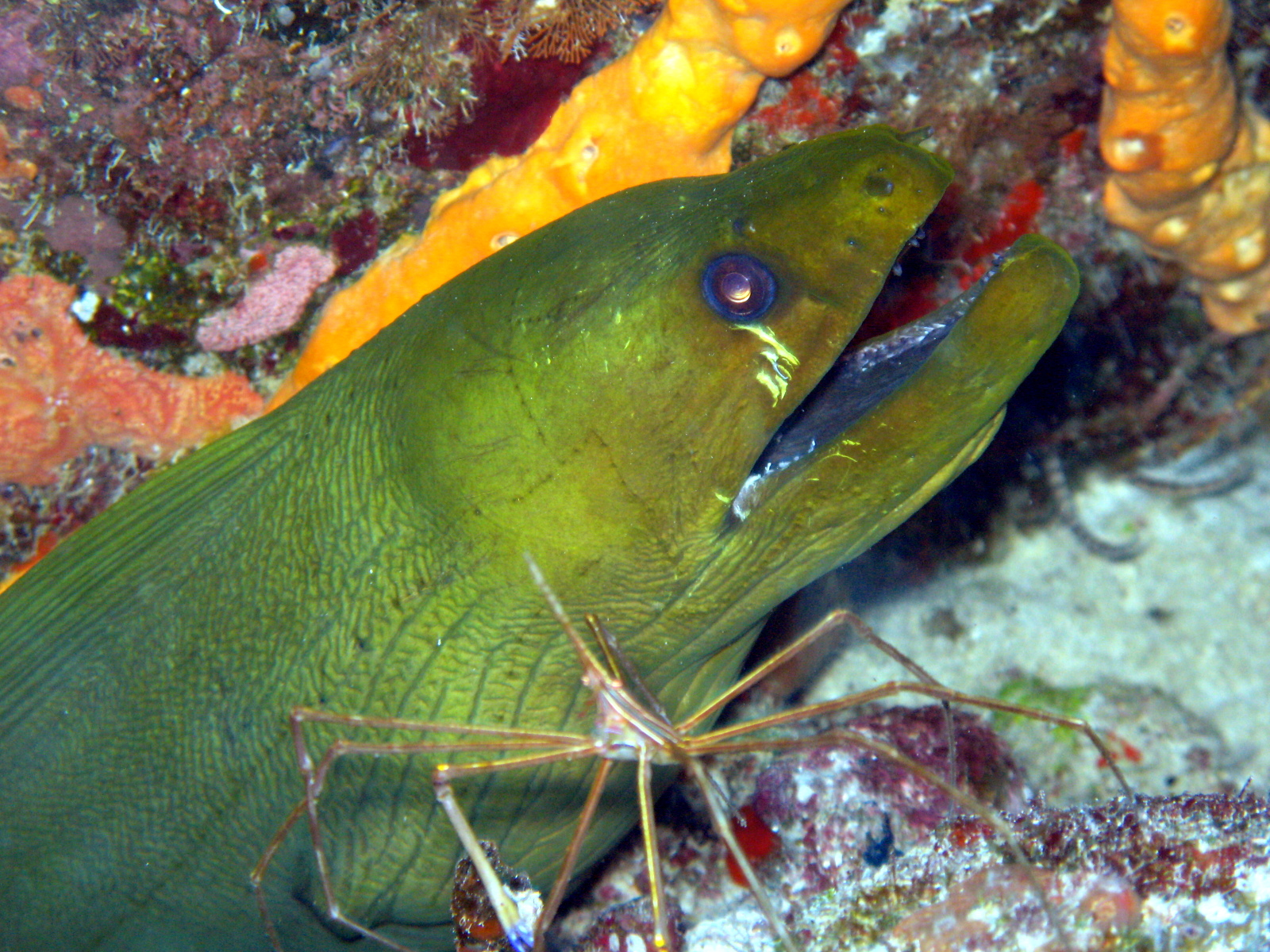
Cangrejo junto con una morena verde en Puerto Morelos.

S. seticornis es uno de varios invertebrados diferentes que se encuentran viviendo en asociación con la anémona Lebrunia neglecta. A menudo se encuentra entre los pseudotentáculos de la anémona junto con camarones Ancylomenes pedersoni y Periclimenes yucatanicus. 
Existe un número considerable de informes sobre la limpieza de simbiosis entre morenas y peces de arrecife. Esta es una relación un tanto inesperada ya que pueden considerarse clientes peligrosos, porque los cangrejos forman parte de su dieta. Este comportamiento solo se ha observado en el medio natural en aguas brasileñas, pero se cree que este comportamiento también existe en toda su distribución.

## Galería

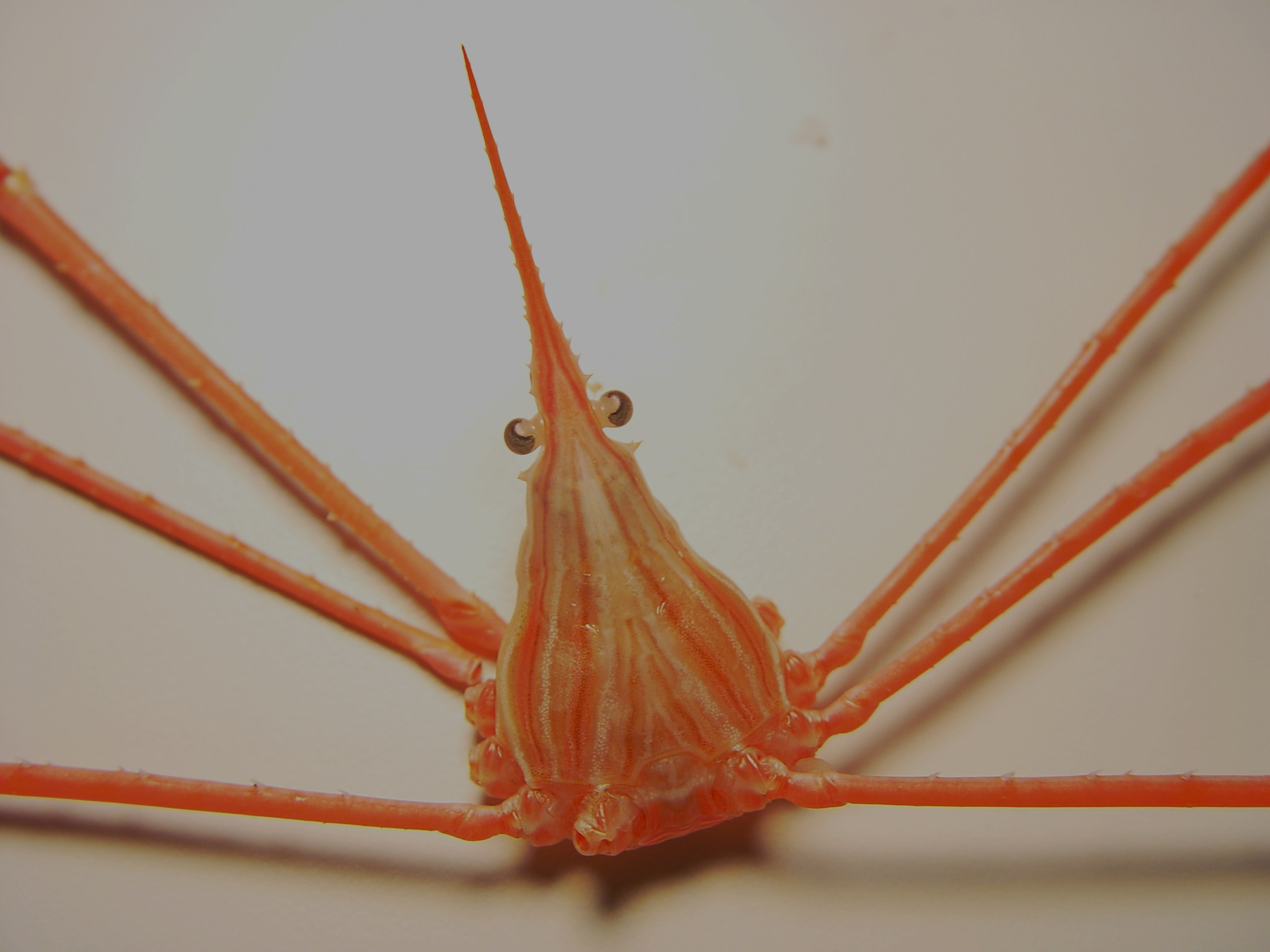
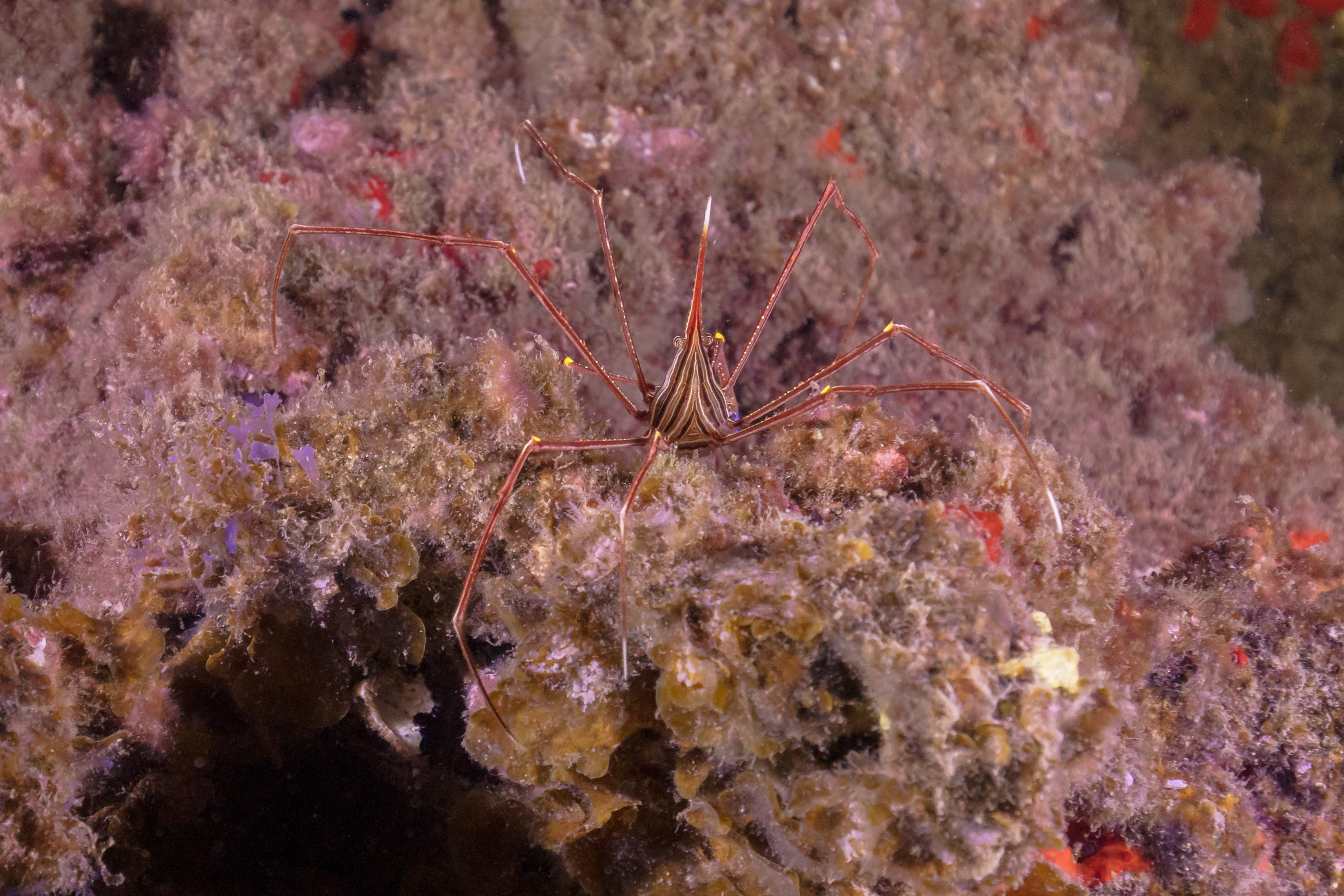
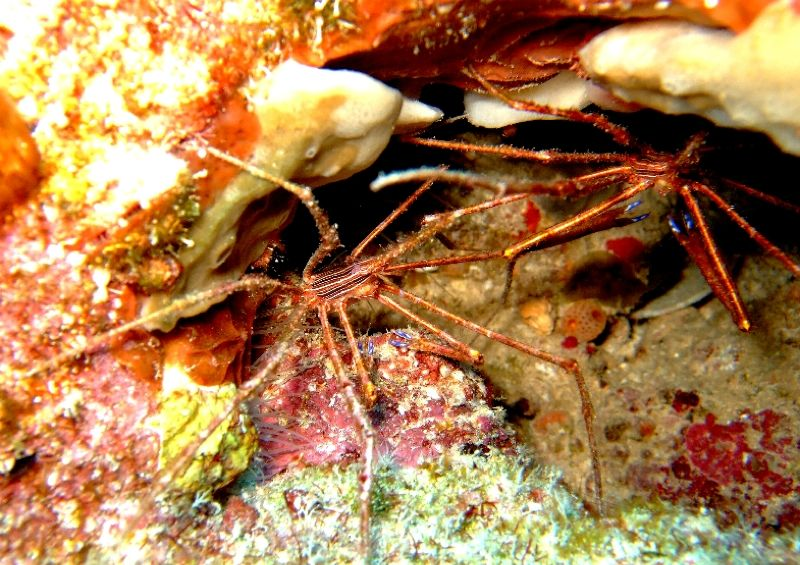
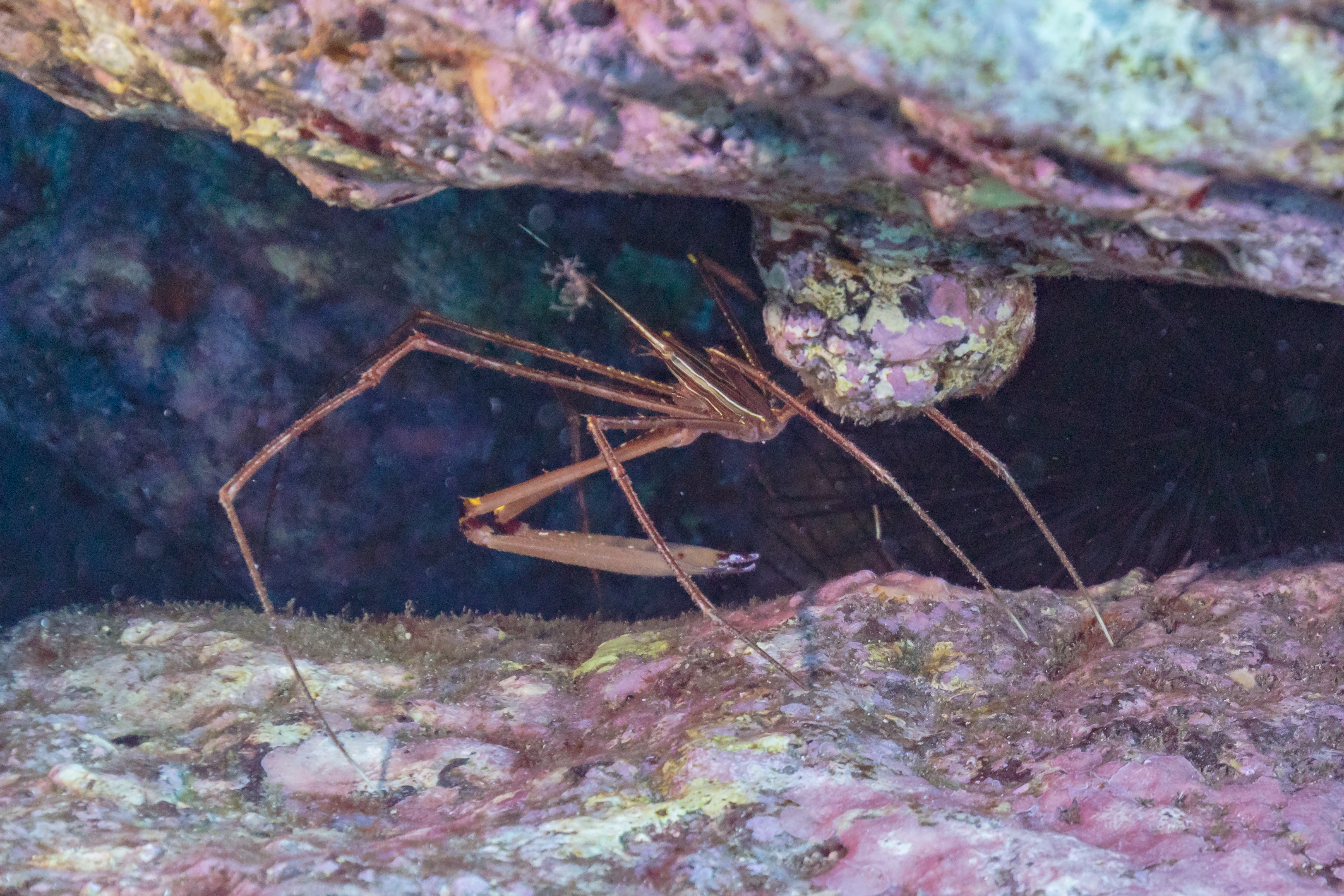
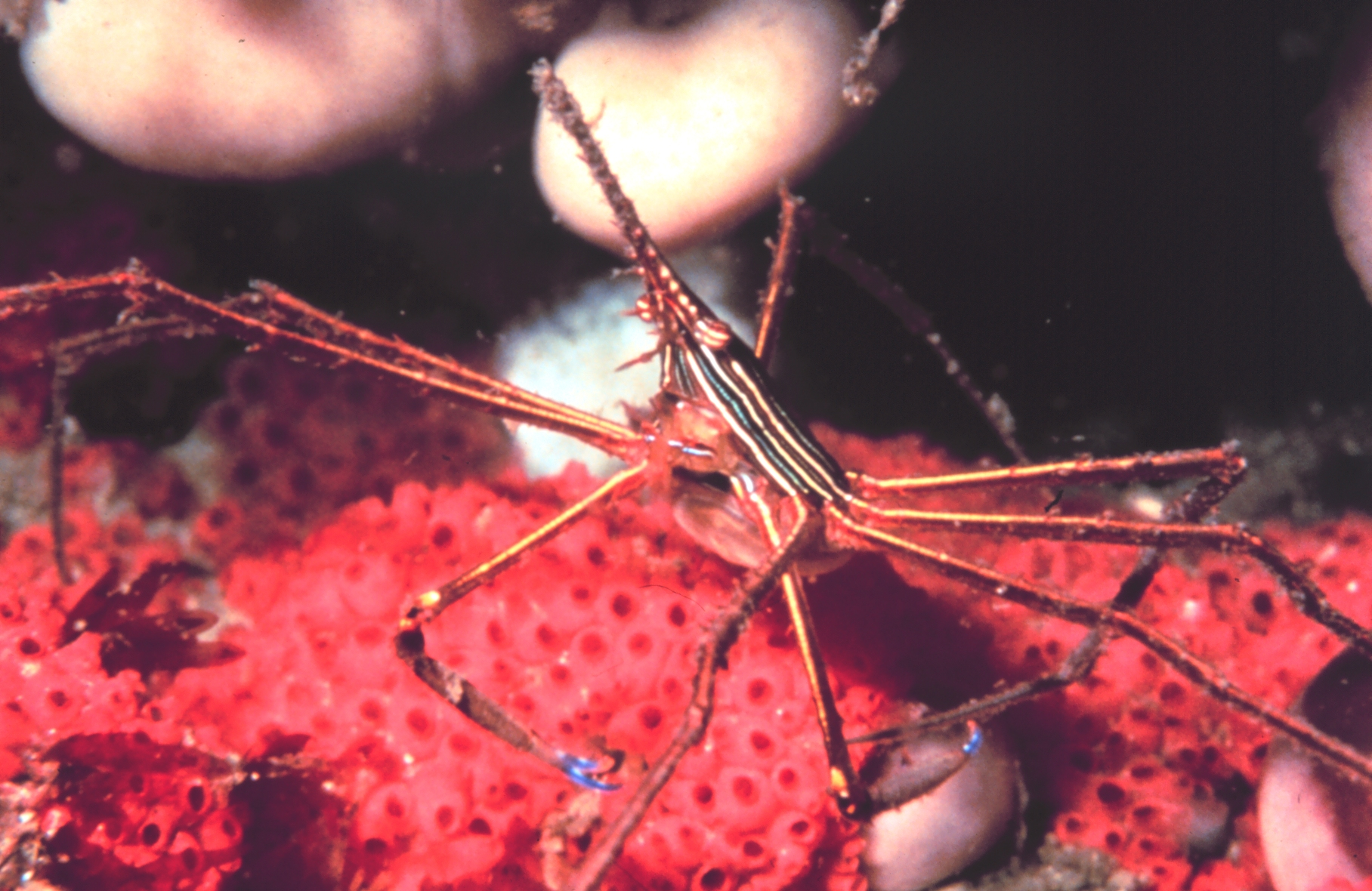
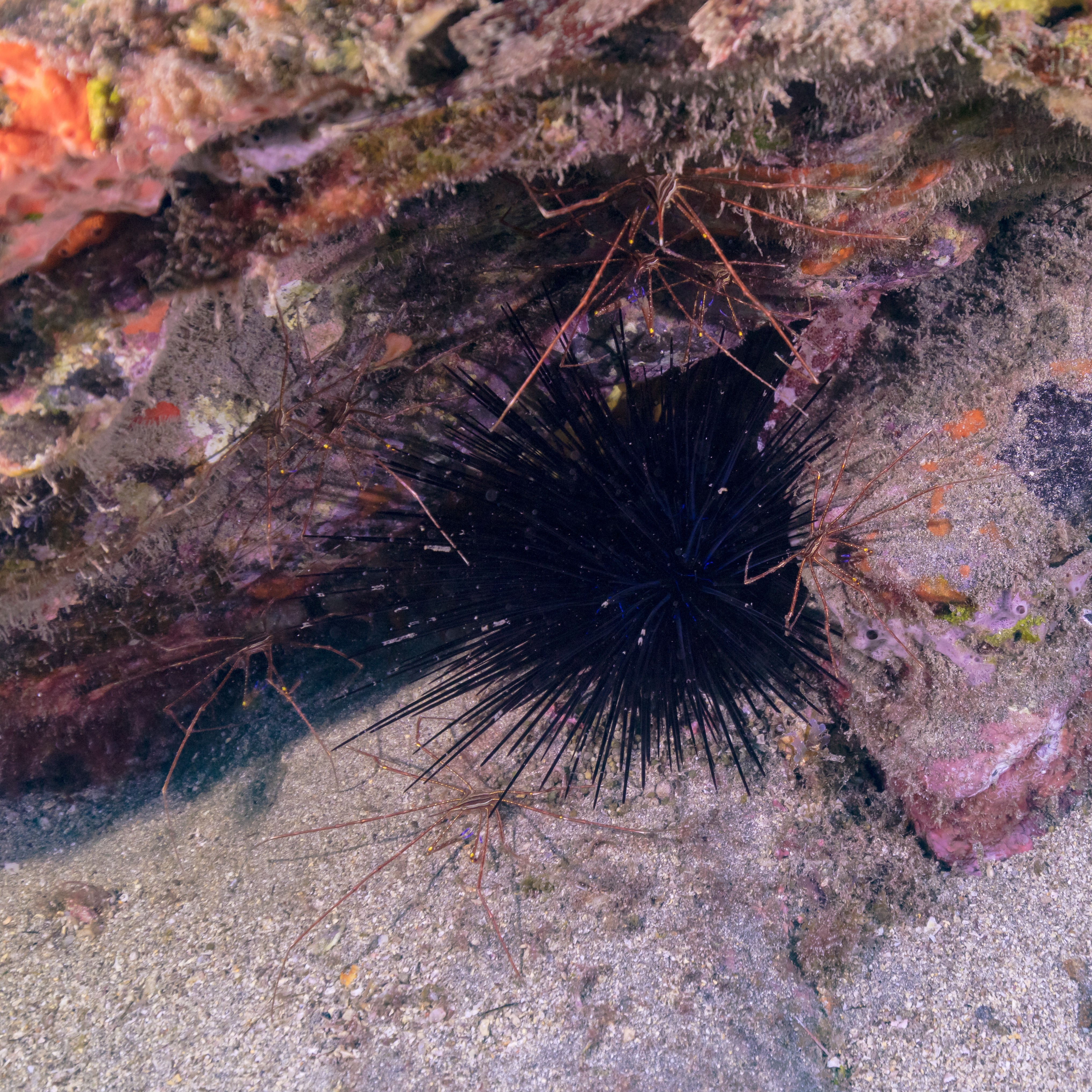